# Trona
Una trona es un mueble usado para alimentar a bebés que se pueden sostener solos o a niños pequeños.

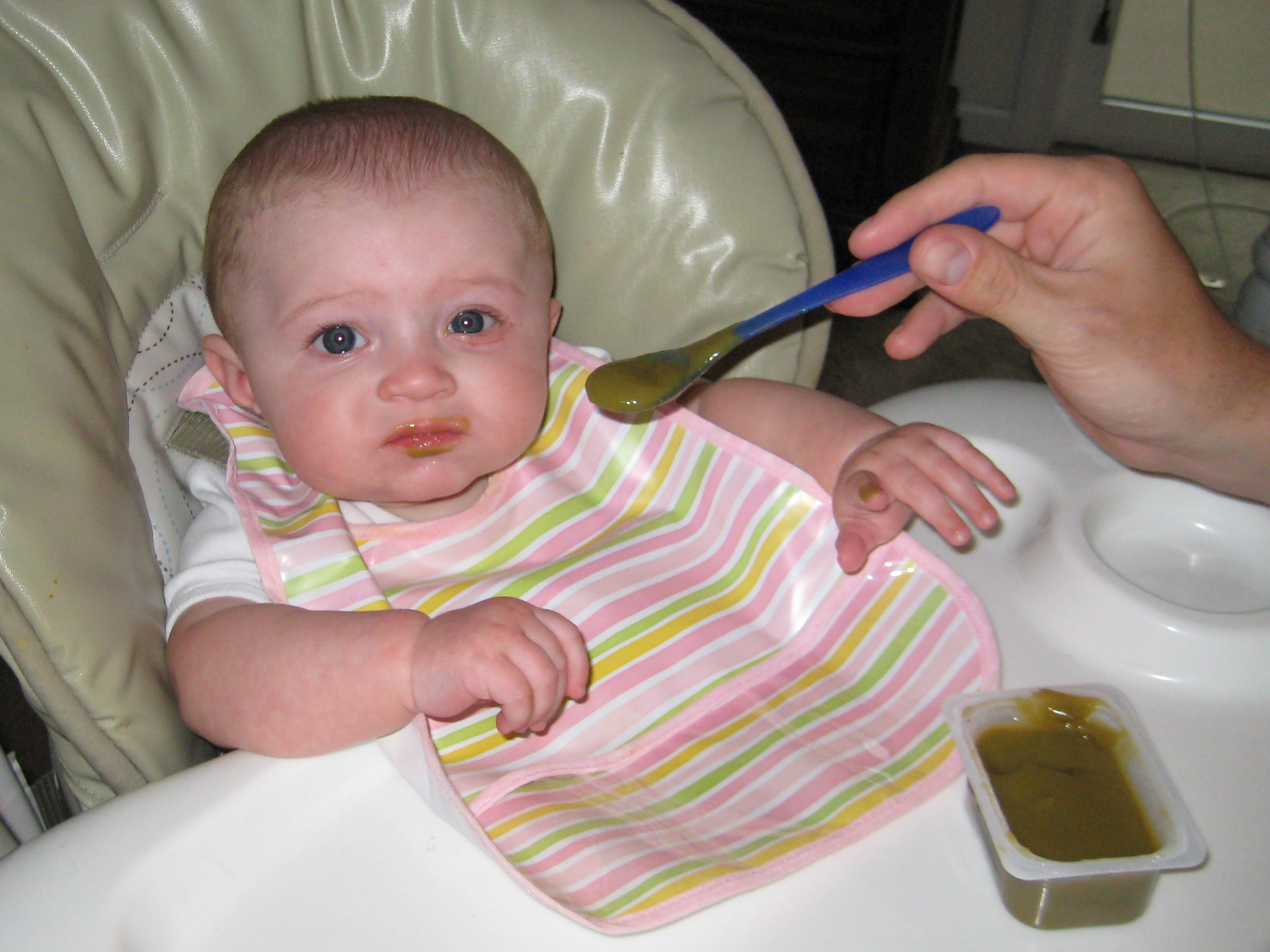
Bebé en una trona

La trona es una silla que se levanta a una distancia justa del suelo, de modo que un adulto sentado pueda dar de comer al niño sin tener que inclinarse. Tiene a menudo una base ancha para aumentar su estabilidad. Las tronas tienen una bandeja que se une a sus brazos, la cual permite que el adulto coloque el alimento en ella para que el niño lo coja y lo coma o para darle la comida con la cuchara. Habitualmente, las tronas tienen correas en el asiento para atar al niño dentro e impedir que se caiga. A esta correa se la denomina "arnés", en algunos modelos el arnés es de 3 puntos y en otros modelos de tronas el arnés es de 5 puntos (que confiere mayor seguridad al pequeño).
También puede utilizarse un elevador sobre una silla común para alzar suficientemente la posición del niño. Algunos elevadores consisten en una sola pieza de plástico. Otras tronas son más complejas y se diseñan para que la bandeja se pliegue hacia arriba o bien incluyen una bandeja desmontable.
Las tronas, como muchos productos de puericultura, están en constante evolución para satisfacer las nuevas necesidades del mercado. Tal es el caso de los innovadores modelos que se fabrican para ser utilizados desde el nacimiento del bebé, gracias a un accesorio que es una especio de tumbona para bebé que se acopla a la estructura de la trona y permite que el pequeño descanse como en una cuna.
En raras ocasiones, podemos encontrar una silla que se suspende del borde de la mesa mediante unas barras de apoyo lo que evita la necesidad de una trona o de una silla alta.